# Óscar Espinosa Chepe
Óscar Manuel Espinosa Chepe (Cienfuegos, 29 de novembre del 1940 - Cercedilla, 23 de setembre del 2013) va ser un economista cubà.
L'any 1959 s'uní a la Revolució Cubana i, després de graduar-se en economia per la Universitat de l'Havana (1961), ocupà alts càrrecs en el govern, entre els quals el de conseller de l'aleshores primer ministre Fidel Castro, cap de l'institut per a la reforma agrària, membre del comitè d'estat per a la col·laboració econòmica amb els països del bloc soviètic i, durant els anys vuitanta, director del Banc Nacional de Cuba.
Progressivament en desacord amb el règim polític, el 1990 fou denunciat, sancionat i destituït dels càrrecs. Des d'aleshores es dedicà a escriure articles crítics que foren publicats a l'estranger i col·laborà amb l'emissora dissident Radio Martí. L'any 2003, en l'operació «Primavera Negra» fou arrestat i condemnat per «Actes contra la protecció de la independència nacional i l'economia de Cuba», i alliberat després d'un any i cinc mesos per motius de salut.
Posteriorment, continuà la seva crítica i feu costat al moviment de les Damas de Blanco. Al contrari de molts altres dissidents, rebutjà l'embargament nord-americà i fou partidari d'una reforma pactada. El 2013 viatjà a l'Estat espanyol per a tractar-se d'una malaltia. Publicà, entre d'altres, els llibres Crónica de un desastre (2004) Cuba, revolución o involución (2007) i Cambios en Cuba: pocos, limitados y tardíos (2011).